# Volvicoccus alpinus
Volvicoccus alpinus är en insektsart som beskrevs av Matile-ferrero 1983. Volvicoccus alpinus ingår i släktet Volvicoccus och familjen ullsköldlöss.
Artens utbredningsområde är Schweiz. Inga underarter finns listade i Catalogue of Life.